# Poświętne (Powiat Opoczyński)
Poświętne ist ein Dorf und Sitz der gleichnamigen Gemeinde im Powiat Opoczyński der Woiwodschaft Łódź, Polen. im Ort steht die Basilika St. Philipp Neri und St. Johannes der Täufer.

## Verkehr
Der Ort Dęba hat einen im Personenverkehr nicht mehr bedienten Bahnhof an der Bahnstrecke Tomaszów Mazowiecki–Radom. Die Zentrale Eisenbahn-Magistrale verläuft ohne Halt durch die Gemeinde.

## Gemeinde
Zur Landgemeinde (gmina wiejska) Poświętne gehören 15 Ortschaften mit einem Schulzenamt (sołectwo):
Anielin
Brudzewice
Brudzewice-Kolonia
Buczek
Dęba
Dęborzeczka
Gapinin
Małoszyce
Mysiakowiec
Ponikła
Poręby
Poświętne
Stefanów
Studzianna
Wólka Kuligowska
Weitere Ortschaften der Gemeinde sind Bielawy, Fryszerka, Gapinin-Kolonia, Kozłowiec und Pomyków.